# Sîla, Domanivka
Sîla (în ucraineană Сила) este un sat în comuna Frunze din raionul Domanivka, regiunea Mîkolaiiv, Ucraina.

## Demografie
Componența lingvistică a localității Sîla
     Ucraineană (93,94%)
     Rusă (3,03%)
     Română (3,03%)
Conform recensământului din 2001, majoritatea populației localității Sîla era vorbitoare de ucraineană (93,94%), existând în minoritate și vorbitori de rusă (3,03%) și română (3,03%).